# Веледниково
Веле́дниково — деревня в Истринском районе Московской области. Входит в состав Павло-Слободского сельского поселения. Население — 148 чел. (2010), в деревне 14 улиц, 1 аллея, 2 проезда, зарегистрировано 2 садовых товарищества. Автобусное сообщение — автобусы № 38 Нахабино — Веледниково и № 409. Москва (Автостанция «Тушинская») — Павловская Слобода.
Находится примерно в 19 км на юго-восток от Истры, у левого берега реки Истры и 18 км от МКАД, высота над уровнем моря 167 м. Ближайшие населённые пункты: Новинки в 1 км на север и Ивановское, южнее, практически — на другом берегу Истры.

## История
Впервые упоминается в документах в 1504 году: «Веледиковское село, что за Михаилом за Кляпиком». В 1624 году, Веледниково — поместье боярина князя Ивана Семёновича Куракина, имело двор помещика и 11 крестьянских дворов. В 1646 году владельем Веледниково был боярин Лукьян Степанович Стрешнев. В 1651 году оно вошло в состав отчины с центром в с. Павловская Слобода боярина Бориса Ивановича Морозова. К концу XVII века вотчина перешла в дворцовое ведомство. В 1816 году селение упоминалось как сельцо Екатерининское Веледниково — его владелицей была Екатерина Ивановна Козицкая.
После ряда административных изменений конца XVIII века деревня оказалась в Звенигородском уезде. В начале XX века деревня состояла в Павловской волости Звенигородского уезда, постановлением президиума Моссовета от 14 января 1921 года, вместе с волостью, включена в состав Воскресенского уезда. Постановлением президиума ВЦИК от 14 января 1929 года уезды были упразднены, село вошло в состав Воскресенского района Московского округа Центрально-Промышленной области (с 3 июня 1929 года — Московская область). В ходе укрупнения сельсоветов 1940-х годов Веледниково включили в состав Павло-Слободского совета.

## «Синий камень»
Недалеко от деревни до сих пор существует один из древних священных «синих камней» с углублением на вершине в виде отпечатка человеческой ступни. Сам камень серо-синего цвета, размерами приблизительно 3х1,5 метра, находится в лесном массиве между деревнями Веледниково и Новинки, рядом с старой лесной дорогой. Своей широкой стороной он ориентирован по линии восток-запад. В этому более тысячи лет назад скорее всего ходили финно-угры, жители городища дьяковской культуры «Дятлова Поляна», расположенного в 2,5 км на юго-юго-запад.

## Население
| 2002 | 2006 | 2010 |
| ---- | ---- | ---- |
| 98   | ↗109 | ↗148 |

## Храм преподобного Сергия Радонежского

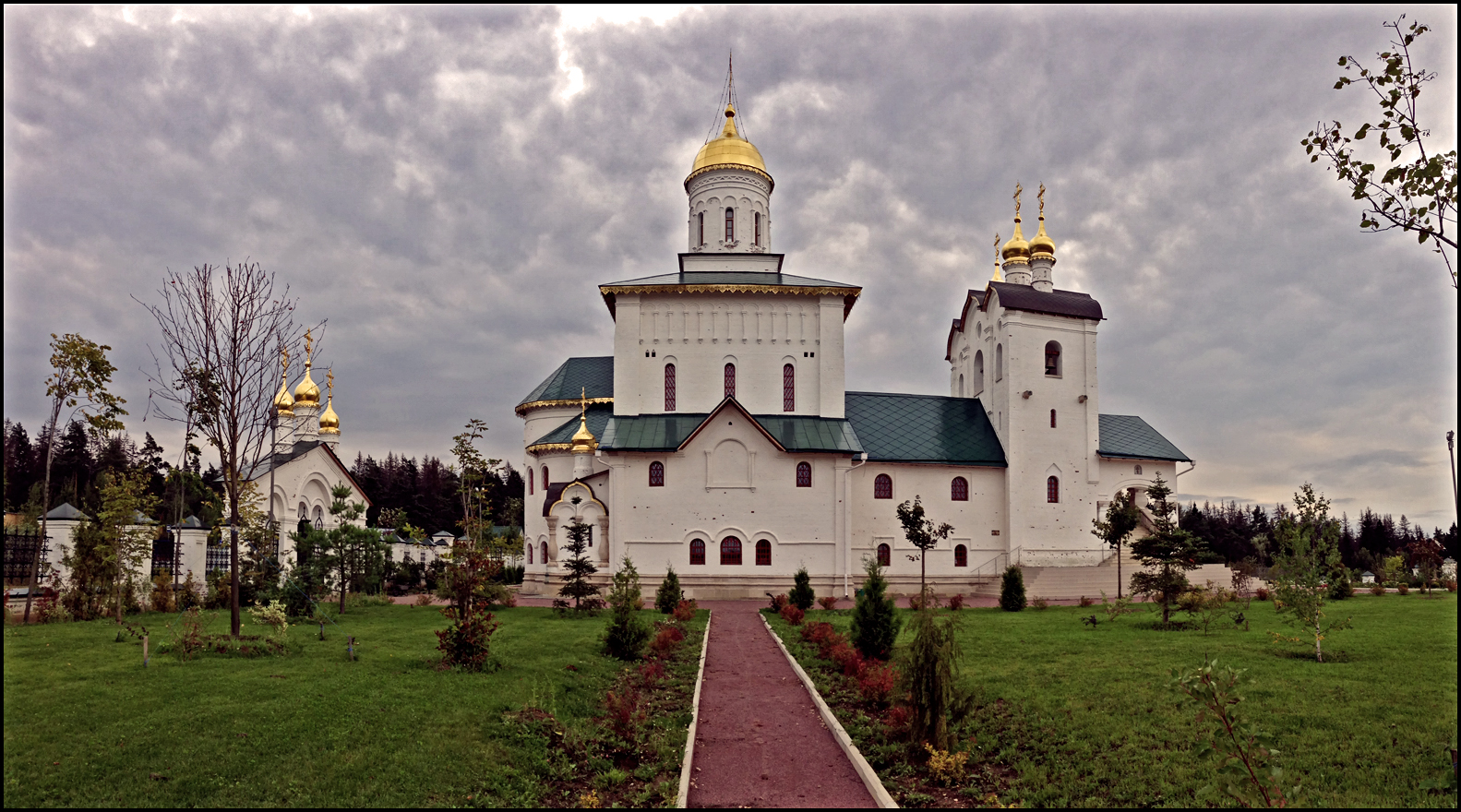
Церковь Сергия Радонежского

В деревне построен новый храм преподобного Сергия Радонежского. Площадь застройки храма вместе с папертью и пандусом составляет 515 кв. м. Высота от подошвы до креста – 26,2 м. Вместимость храма – 250 человек. Начало строительства храма – конец 2008 года. За основной аналог принят храм преподобного Сергия Радонежского, построенный по проекту А.В. Щусева (1873-1949) на Куликовом поле. Внешний архитектурный вид храма наделен известной монументальностью форм и внешним соборным обликом, который прочно ассоциируется с образом Сергия Радонежского и его временем.